# 唐昌镇
唐昌镇，是中华人民共和国四川省成都市郫都区下辖的一个乡镇级行政单位，是原崇寧縣縣城。2019年12月，撤销唐元镇，将其所属行政区域划归唐昌镇管辖。

## 行政区划
唐昌镇下辖以下地区：
东街社区、南街社区、西街社区、北街社区、新胜社区、蔬菜社区、大云村、留驾村、横山村、青春村、金星村、先锋村、建丰村、火花村、西北村、战旗村、鸣凤村、竹林村、金沙村、平康村、平乐村、星罗村和柏木村。

## 特产
唐元韭黄：中国地理标志产品。